# Салют-1
Салю́т (ДОС-1 — довготривала орбітальна станція) — перша в історії орбітальна станція (у документах значилась як «Виріб 17К» або № 121). Відправлена на Байконур у лютому 1971 року. Виведена на орбіту ракетою-носієм «Протон-К» 19 квітня 1971 року, припинила існування 11 жовтня 1971 року, пробула на орбіті 175 діб. Перигей орбіти 180 км, апогей — 214 км, нахил — 51,4°.

## Історія проєкту
Створення довгострокової орбітальної станції (ДОС) було ініційовано групою провідних фахівців ЦКБЕМ наприкінці 1969 року. Пропозиція про розробку ДЗГ було викликано двома обставинами. По-перше, в ЦКБМ (генеральний конструктор — Володимир Челомей), яке вже кілька років розробляло орбітальну станцію «Алмаз» військового призначення, виникли труднощі при створенні службових систем і цільової апаратури комплексу. Створення «Алмаза» затримувалося. По-друге, американці вже не тільки висадилися на Місяць, але й перейшли від «паперового» етапу до реальних робіт з орбітальної станції «Скайлеб». Був вже визначений термін запуску — середина 1972 року, оскільки СРСР міг втратити пріоритет і по запуску першої орбітальної станції. Станція отримала конструкторське позначення 17К.

## Засоби доставлення
Для доставлення екіпажів на станцію було вирішено створити транспортний корабель «Союз 7K-T», як варіант «Союз 7К-ОК». Станція ДГЗ з пристикованим до неї кораблем 7К-Т отримала назву «комплекс ДЗГ-7К» та конструкторське позначення 27К. Провідним конструктором комплексу ДЗГ-7К в січні 1970 року був призначений Юрій Павлович Семенов. 9 лютого 1970 року здідно з Постановою ЦК КПРС і Ради Міністрів СРСР № 105-41 з розробки комплексу ДЗГ-7К в ЦКБЕМ розгорнулися повномасштабні роботи.
Станція ДЗГ призначалася для орбітальних польотів 2–3 екіпажів з трьох космонавтів і проведення науково-технічних експериментів, медичних та астрофізичних досліджень. Польотний ресурс станції в пілотованому режимі становив 3 місяці й обмежувався непоправним ресурсом системи життєзабезпечення (СЖО), розрахованим на 270 людино-діб, та бортовим запасом палива.

## Експлуатація

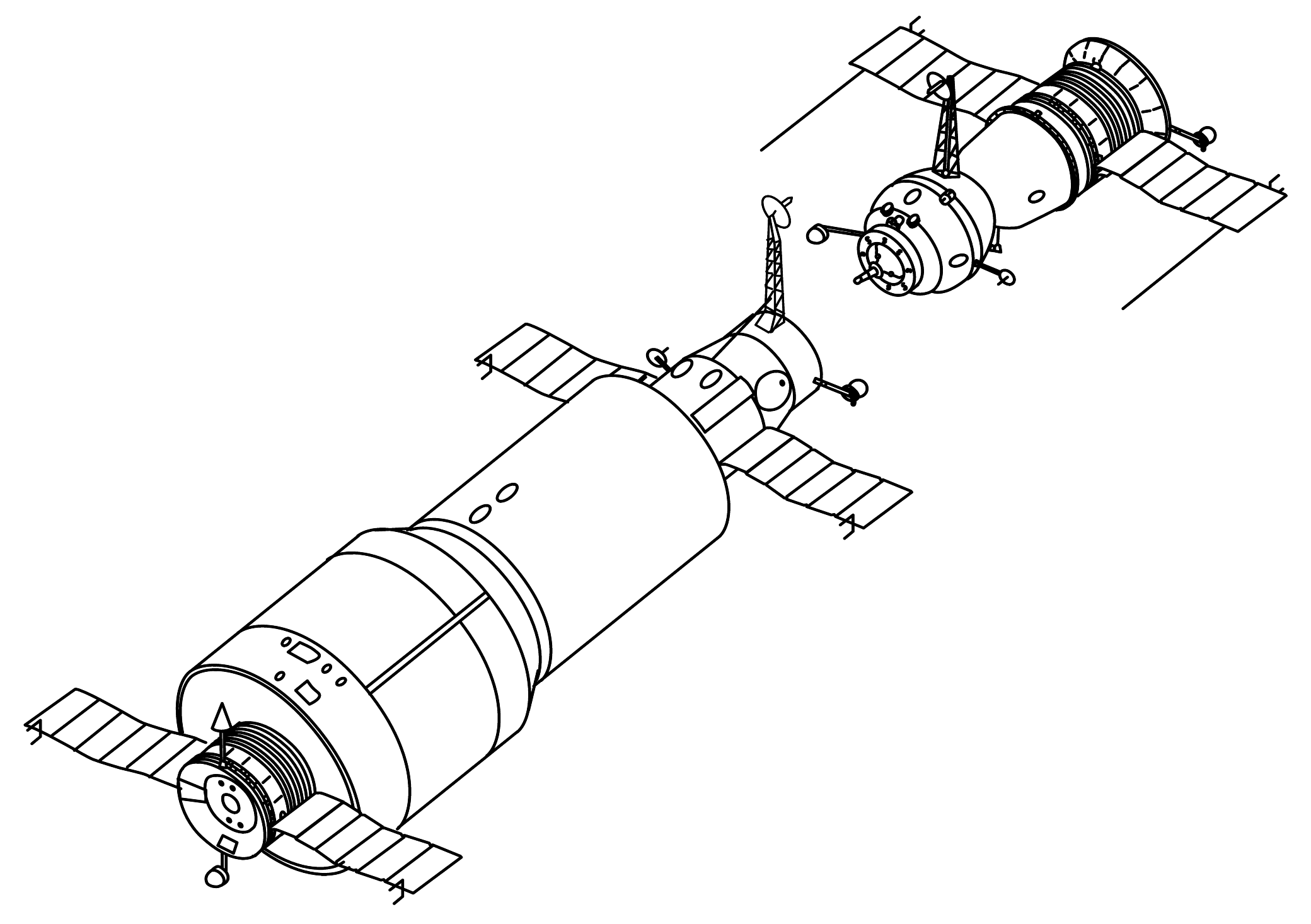
Схематичне зображення станції і корабля Союз

До станції було відправлено дві експедиції:
- «Союз-10» (командир — полковник В. А. Шаталов, бортінженер О. С. Єлісеєв й інженер-випробувач М. М. Рукавішніков);
- «Союз-11» (командир Г. Т. Добровольский, бортінженер В. М. Волков й інженер-випробувач В. І. Пацаев).

«Союз-10» запущено 22 квітня 1971 року. Стикування відбулось, але через пошкодження стикувального агрегата не утворилось герметичне з'єднання, не здійснено перехід на станцію, і після 5 годин 30 хвилин польоту разом «Салют» і «Союз-10» (масою 26 т) здійснено відстикування і посадка «Союз-10» 25 квітня 1971 року.
«Союз-11» запущено 6 червня 1971 року о 04:55:09 за універсальним часом, а 7 червня о 07:00 здійснено успішне стикування із «Салютом». 22 доби екіпаж успішно працював, 30 червня здійснено відстикування, під час посадки спусковий апарат розгерметизувався у верхніх шарах атмосфери. Космонавти загинули.
11 жовтня Центр управління польотами видав ДОС команду на входження в щільні шари атмосфери, де станція згоріла, і її уламки впали в Тихий океан.
Перша орбітальна станція «Салют-1» відкрила новий етап у дослідженні космічного простору. У наступні роки створення та експлуатація орбітальних станцій стали головним напрямком робіт для радянської, а потім російської пілотованої космонавтики.